# Río de Oro (Lebrija)
 (octobre 2013).
Le río de Oro est une rivière de Colombie et un affluent du río Lebrija, donc un sous-affluent du fleuve Magdalena.

## Géographie
Le río de Oro prend sa source dans le versant ouest de la cordillère Orientale, dans l'est du département de Santander. Il coule ensuite vers l'ouest puis le nord-ouest, traverse la ville de Bucaramanga, avant de rejoindre le río Lebrija, affluent du río Magdalena.